# Collier Street
Collier Street är en ort och civil parish i grevskapet Kent i sydöstra England. Orten ligger i distriktet Maidstone, cirka 10,5 kilometer sydväst om Maidstone och cirka 4,5 kilometer nordost om Paddock Wood. Civil parishen hade 883 invånare vid folkräkningen år 2021.